# In a Special Way
In a Special Way è il terzo album in studio del gruppo musicale statunitense DeBarge, pubblicato il 24 settembre 1983.

## Tracce
1. Be My Lady – 4:14 (James DeBarge)
2. Stay With Me – 3:45 (Mark DeBarge, El DeBarge, Bunny DeBarge)
3. Time Will Reveal – 4:09 (El DeBarge, Bunny DeBarge, Bobby DeBarge)
4. Need Somebody – 4:45 (James DeBarge)
5. Love Me In a Special Way – 4:10 (El DeBarge)
6. Queen of My Heart – 3:35 (El DeBarge)
7. Baby, Won't Cha Come Quick – 4:32 (El DeBarge, Bruce Fisher)
8. I Give Up On You – 3:40 (James DeBarge, Billy Preston)
9. A Dream – 4:15 (Bunny DeBarge)